# فحص عصبي
الفحص العصبي هو تقييم استجابة الخلايا العصبية الحسية والحركية (ولاسيما الانعكاسات) لتحديد ما إذا كان هنالك ضعف أو تلف في الجهاز العصبي. الفحص العصبي يشمل عادة الفحص السريري ومراجعة التاريخ الطبي للمريض، ولكنه لا يشمل الفحص العميق للأعصاب كالتصوير العصبي. يمكن استخدام الفحص العصبي كأداة تحرّ وكأداة للتشخيص. أمّا كونه أداة تحرّ فهو عندما لا يكون متوقعًا وجود عجز عصبي عند المريض؛ وكونه أداة تشخيص فهو عندنا يكون متوقعا وجود عجزٍ أو تلفٍ ما. إذا تم اكتشاف مشكلة في عملية التحقق أو الفحص فسيكون من الممكن هنالك المزيد من الفحوصات للتركيز على جانب معينٍ من الجهاز العصبي كالبزل القطني وتحليل الدم.  
يركز الفحص العصبي بشكل عام على اكتشاف وجود الضرر في الجهاز العصبي المركزي والمحيطي أو وجود مشكلة منتشرة يعاني منها المريض. بعد القيام بفحص المريض بشكل كامل يأتي دور الطبيب في تحديد ما إذا كانت النتائج متحدةً تشير إلى متلازمة طبية أو اضطرابٍ عصبي كمرض باركنسون أو التصلب الجانبي الضموري. في النهاية يأتي دور الطبيب في تحديد سبب وجود المشكلة، وعلى سبيل المثال تحديد ما إذا كانت المشكلة بسبب التهاب أو تشوه جنيني.

## دواعي الاستعمالات
الفحص العصبي يستخدم متى ما اشتبه الطبيب في وجود اضطراب عصبي في المريض. وجود أي عرض لأي نظام عصبي يستدعي أداء الفحص العصبي.

## التاريخ الطبي للمريض
التاريخ الطبي للمريض هو أهم جزء في الفحص العصبي، ويجب أن يتم عمله قبل أي إجراء آخر إلا في حال استحالة هذا الأمر كأن يكون المريض غائبا عن الوعي، ويكون أخذ التاريخ وقتها من مرافقي المريض. من المعلومات الهامة التي يجب الحصول عليها في التاريخ الطبي ما يلي:
- وقت البداية، والمدة، والأعراض المصاحبة. مثال : هل المشكلة مزمنة أم حادة. [3]
- العمر، الجنس، ومهنة المريض. [2]
- اليدوية (أيمن أم أعسر)[2]
- التاريخ الطبي الماضي[2]
- التاريخ الدوائي[2]
- التاريخ العائلي والاجتماعي [2]

اليدوية مهمة لتحديد المنطقة المسؤولة عن اللغة في الدماغ (الأشخاص الذين يستخدمون اليد اليمنى يكون لديهم النصف الأيسر من الدماغ مسؤولاً عن اللغة). في وقت إجابة المرضى على الأسئلة من المهم أن تُعرف المشكلة وتُصاغ بشكل كامل. من المهم معرفة الحالة العصبية للمريض في خلال طرح الأسئلة، والتعرف على مدى مقدرة المريض على التعامل مع مختلف المهام ومدى الاعتلال في القيام بها. المدة الزمنية للمشكلة تساعد في تحديد التشخيص الطبي. على سبيل المثال اضطرابات الأوعية الدموية كالسكتة الدماغية تحدث عادةً في خلال دقائق أو ساعات، أما الأمراض المزمنة كمرض الزهايمر فتحدث خلال سنوات. 
إجراء الفحص العام مهم وهو بأهمية القيام بالفحص العصبي لإمكانية الحصول منه على معلومات وأدلة تساعد على التعرف على المرض. يتضح ذلك من خلال حالات الانبثاث السرطاني إلى الدماغ عندما تكون الشكوى الأولية كتلة في منطقة الثدي. 

## قائمة الفحوصات
الاختبارات المخصصة للفحص العصبي هي ما يلي: 
| فئة                      | الفحوصات | مثال                                     |
| ------------------------ | --- | ---------------------------------------- |
| فحص الحالة العقلية       | - تقييم الوعي، في كثير من الأحيان باستخدام مقياس غلاسكو للغيبوبة. - فحص الحالة العقلية، عادة باستخدام Abbreviated mental test score (AMTS) أو اختبار فلوشتاين - تقييم شامل للوظائف العلوية - ضغط داخل القحف يقدر تقريبا بتنظير قاع العين، وهذا أيضا يتيح التقييم لاعتلال الأوعية الدقيقة. | الذاكرة على المدى القصير والطويل سليمة.  |
| فحص العصب القفحي         | - الأعصاب القحفية (I-XII): حاسة الشم (I) حدة المجال البصري (II)، حركات العين (III، IV، VI) وبؤبؤة العين ( III , المتجانسة وغير المتجانسة ), الوظائف الحسية للوجه (V), قوة الوجه (VII) عضلات حزام الكتف (XI), حاسة السمع (VII, VIII), حاسة التذوق (VII, IX, X), حركة البلعوم وانعكاساته (IX, X), حركاة اللسان (XII). تختبر كل منها فرادا كاختبار حدة المجال البصري بمخطط سنيلين. | CNII- XII سليمة بشكل إجمالي              |
| الجهاز الحركي            | - - قوة العضلات، وغالبا ما تصنف على مقياس مجلس البحوث الطبية من 0 إلى 5 ( 0 = شلل كامل , 5 = يعمل بشكل طبيعي. قد تستخدم 4- و 4 و 4+ للإشارة إلى حركة طفيفة أو متوسطة أو قوية ضد المقاومة على التوالي. - انقباض العضلات وصلابتها - فحص حالة الوقوف: - الخزل الشقّي - منزوع الدماغ - منزوع القشرة - رعاش الاسترخاء - تحركات غير طبيعية مثل نوبة الصرع - تشنج - صلابة: - انقباضات غير طبيعية تدل على مرض باركنسون. - مقاومة التغيير السلبي، حيث أن قوة العضلات المتعارضة يزيد مع زيادة قوة الفحص. منتشر في حالات الخرف. | القوة بمقدار 5/5 في جميع الأنحاء         |
| ردود فعل الأوتار العميقة | الانعكاسات: العضلة الماضغة، عضلة ذات الرأسين العضدية وعضلة ثلاثية الرؤوس العضدية، وتر الركبة , رعشة الكاحل وأخمص القدم. عالميا تعتبر ردود الفعل السريعة إحتمالاً لوجود شذوذ في خلايا العصبون الحركي العلوي والسبيل الهرمي، أما انخفاض ردود الفعل فهو إحتمال لوجود شذوذ في القرن الأمامي، الصفيحة الحركية الانتهائية , موصل عصبي عضلي. تستخدم مطرقة المنعكسات لهذا الاختبار. | +2 انعكاس لأخمص القدم باتجاه الأسفل.     |
| إحساس                    | اختبار الجهاز الحسي يتضمن إثارة الإحساس للمسات الرفيعة، الألم والحرارة. اللمسات الرفيعة يتم تقييمها عن طريق اختبار الخيط الأحادي، لمس مختلف قطاع الجلد مع نايلون للخيط الأحادي لتحديد أي غياب وهمي للإدراك الحسي. - اللمس الخفيف - الألم - الحرارة - الاهتزاز - الإحساس الموضعي - حس الأخاطيط - معرفة التجسم - تمييز النقطتين - انطفاء - اختبار رومبيرغ 2 من أصل 3 ما تم ذكره يجب أن يكون سليم للحفاظ على التوازن                                                                                                   | من سليم إلى حاد وغير حاد في جميع الأنحاء |
| مخيخ                     | - خلل القياس - اختبار من الأصابع إلى الأنف - اختبار الكعب فوق عظمة الظنبوب - خلل تناوب الحركات - كب و بسط سريع - رنح - رأرأة - رعاش قصدي - نطق متقطع | من الإصبع إلى الأنف، والمشي سليم         |

## التفسيرات
تؤخذ نتائج الاختبار مع بعضها لكي يتم تحديد المشكلة، فقد تكون المشكلة منتشرة في الدماغ كما في الاضطرابات العصبية العضلية و في الاعتلال الدماغي، أو أن تكون محددة مثل شذوذ الإحساس في القطاع الجلدي بسبب الضغط على العصب الشوكي بسبب وجود ورم في المنطقة.
مبادئ أساسية 
- النظر من جانب إلى جانب للمقارنة: الجانب الواحد في الجسم يماثل الآخر. يتم تحديد عدم التناظر بين الجانبين.
- تحديد إذا ما كان النهج المستخدم يتضمن الجهاز العصبي المركزي أو الجهاز العصبي المحيطي أو الاثنان معا آخذا بالاعتبار الإجراءات اللاحقة في حال تم تحديد المشكلة.
- تحديد مكان العلة. إذا كانت العلة في الجهاز العصبي المركزي، يجب تحديد المكان بشكل أدق ما إذا كان في المادة البيضاء أو العقد القاعدية أو جذع الدماغ أو الحبل الشوكي. وإذا كان العلل في الجهاز العصبي المحيطي، يجب تحديد المكان ما إذا كان في جذر عصبي محدد أو عصب محيطي أو موصل عصبي عضلي أو عضلة, أو أكثر من علة مجتمعة.

يمكن للتشخيص التفريقي بعدها أن يأخذ بالاعتبار الخلفية التاريخية للمريض مثل (وجود سرطان في السابق, مرض مناعي) وعرض النتائج لحصر الأسباب الأكثر توقعا لحدوث العلة. مهمة الفحص هي استبعاد الأمراض الأكثر خطورة (حتى إذا كانت نادرة مثل ورم في المخ عند مريض لديه اضطراب في إيجاد الكلمات عند الحديث ولكن بدون ضغط داخل القحف) واستبعاد الأمراض الأكثر انتشارا أيضا.